# Мики Вујовић
Миодраг Мики Вујовић је српски адвокат, новинар и предузетник, оснивач ТВ Палма, прве приватне телевизије у Србији. На тој телевизији је и водио политичку дебатну емисију Обрачун под Палмом, и Дијалог. Током НАТО бомбардовања СРЈ је одржао неколико монолога који су остали упамћени по речима "Ако дођете...". После 5. октобра је интервјуисао Слободана Милошевића, што је можда и једини интервју који је Милошевић дао после одласка са власти.
Један је од оснивача СПС-а, али је странку напустио 1995, јер није био задовољан политиком према Крајини и Републици Српској. Уочи парламентарних избора у Србији 2000. године је основао Партију српског прогреса, и ступио у коалицију око Странке српског јединства. Он сам није хтео да буде на изборној листи, јер по његовим речима "обећао је народу да ће бити једини председник партије који не жели функцију". Та листа је на изборима освојила 14 мандата, од којих су 2 припала његовој странци. Био је и адвокат Аркану, и свом куму Јездимиру Васиљевићу.
Његова ТВ Палма је била прва приватна телевизија у Србији, прва која је имала програм током 24 часа дневно, и прва која је емитовала порнографски садржај у СРЈ. У почетку се емитовао од 1 ујутру, а на кратко време је био померен на 2, па враћен на 1. Вујовић је 2010. за Прес изјавио да су се студенти током протеста 1996/97 бунили због преноса тениског турнира у Аустралији у термину порно-филмова, па су послали делегацију да замоле да се филмови врате у програм, што је он и учинио. Такође је додао да је добио доста телефонских позива који су се жалили на његову одлуку да те филмове пушта у 2 ујутру уместо у 1. Након тих жалби је поново вратио емитовање од 1 сат.